# Po di Sangui
Po di Sangui (que literalmente significa ‘bosque de sangre’) es una película coproducción de Guinea-Bissau, Túnez, Portugal y Francia filmada en color y dirigida por Flora Gomes sobre su propio guion, escrito en colaboración con Anita Fernandez, que se exhibió en mayo de 1996 en Cannes y el 8 de noviembre de 1996 en Mar del Plata con el título de Un poco de sangre y se estrenó comercialmente el 13 de noviembre de 1996 en Francia. Tuvo como actores principales a Ramiro Naka, Bia Gomes, Edna Evora y Adama Kouyaté.

## Sinopsis
En el pueblo de Amanha Lundju, cada vez que ocurre un nacimiento se planta un árbol que es considerado su gemelo espiritual, pero también ocurre que el Estado también destruye muchos de ellos para fuego e iluminación. La narración comienza cuando el nómada Dou vuelve al pueblo y se entera de que su hermano gemelo Hami ha fallecido por una causa desconocida; la costumbre es que se haga cargo de Saly, la viuda, y sus hijos, algo que no es de su agrado. Cada vez que Dou va al poblado, hasta su propia madre lo confunde con el muerto, por lo que aquel se dirige al árbol de su hermano para pedirle consejo. Comienza a sucederse hechos extraños y el viejo hechicero Calacalado envía a todo el pueblo a una travesía iniciática por el desierto conducida por Dou y Saly, durante la cual mueren muchos de los ancianos y los débiles, pero finalmente el nacimiento de un niño impulsa a los pobladores a plantar un árbol.

## Reparto
Intervienen en la película los siguientes intérpretes:
- Ramiro Naka … Dou
- Bia Gomes … Antonia
- Edna Evora … Sally
- Adama Kouyaté … Calacalado
- Dulcenia Bidjanque … Luana
- Djuco Bodjan … N'te
- Dadu Cisse … Puntcha
- Oumou Sy

## Festivales, premios y exhibiciones
Festival de Cine de Cannes de 1996
- Un poco de sangre nominada a la Palma de Oro
- Un poco de sangre nominada al Gran Premio
- Un poco de sangre nominada al Premio del Jurado
- Un poco de sangre nominada al Premio a la Mejor Dirección
- Un poco de sangre nominada al Premio Ecuménico
- Un poco de sangre nominada al Premio Especial del Jurado

Festival de cine de Cartago
- Un poco de sangre ganador del Premio Tanit de Plata, segundo premio a la Mejor Película 1996.
- Edna Evora ganadora del Premio a la Mejor Actriz 1996 por Un poco de sangre

Fue exhibida el 8 de noviembre de 1996 en el Festival Internacional de Cine de Mar del Plata, el 30 de abril de 1999 en el Festival de Cine Africano de Nueva York, en el Festival de Cine de Otros Mundos - Festival de films des autres mondes- del 15 al 24 de marzo de 2002 en Ginebra, Suiza y el 25 de enero de 2004 en el Festival de Cine Febio en la República Checa.

## Críticas
La crítica del sitio web Trigon Film dijo:

”La película muestra la tragedia de toda una comunidad expulsada de su foresta y arrojada al camino del exilio.Aporta, por tanto, un mensaje de esperanza, el del renacimiento de una sociedad de entre sus cenizas. Posible fábula ecológica para Occidente, la película fue definida por su realizadora como “una parábola sobre el futuro de una sociedad del Tercer Mundo y una reflexión sobre el papel de los africanos en el mundo”.

El sitio web Time Out opinó:

”Aunque visualmente elegante, la película de Gomes es demasiado oscura para los públicos no-africanos. Contiene en algún lugar el mensaje ecológico de preservar los árboles –que, aparentemente, guardan las almas de los pobladores- pero para la mayoría de los espectadores seguirá siendo un misterio lo que realmente significan algunas de las escenas narradas con ritmo moroso.